# Jupiterzuil

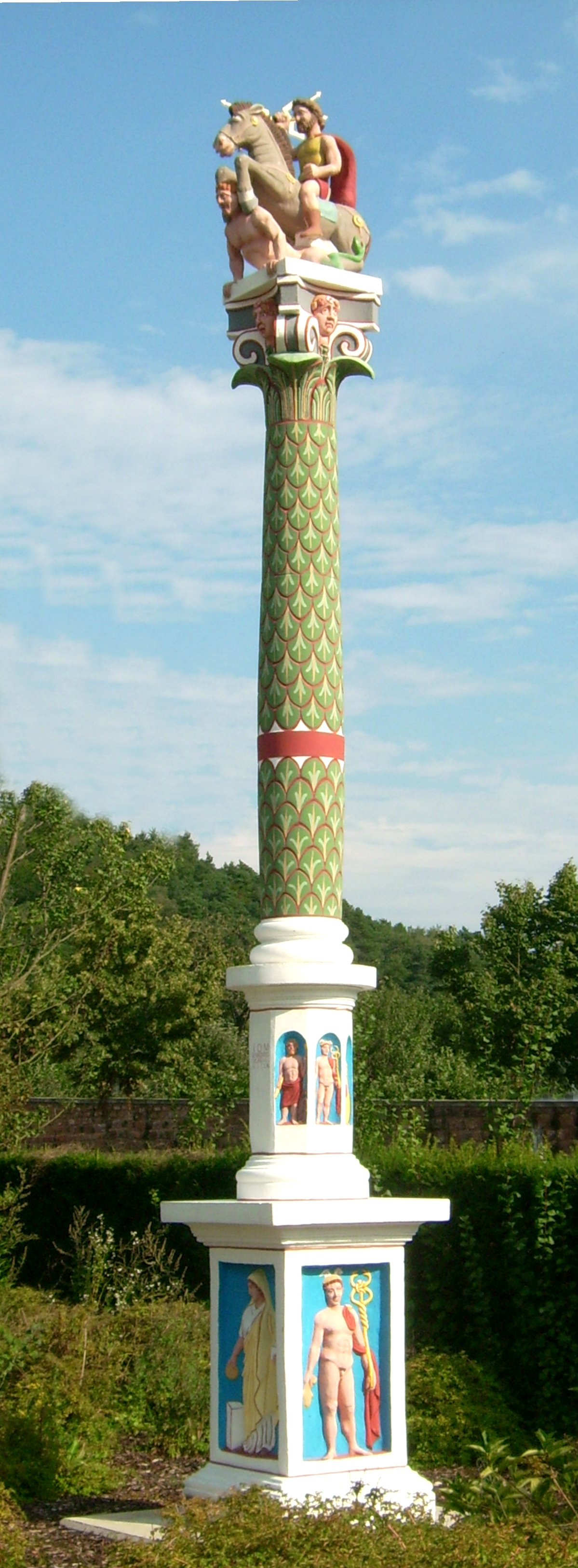
Reconstructie (inclusief polychromie) van een Jupiterzuil in Homburg-Schwarzenacker, met viergodensteen, geschubde zuilschacht en ruiterbeeld van Jupiter en een Gigant

Een Jupiterzuil, ook wel Juppiter-, Iupiter- of Jupitergigantenzuil, is een Romeins gedenkteken ter ere van de god Jupiter. Een Jupiterzuil bestaat uit drie delen: een sokkel (meestal in de vorm van een viergodensteen), een zuil en een standbeeld, ruiterstandbeeld of beeldengroep met Jupiter. Hoewel de oorsprong waarschijnlijk ligt in Rome, vonden deze godenmonumenten vooral verspreiding in het noorden van Gallië (Gallia Belgica) en de beide Germaanse provincies (Germania Inferior en Germania Superior). Ook in Nederland en België zijn fragmenten van deze zuilen opgegraven.

## Historisch overzicht
Al in 63 voor Chr. is er sprake van de oprichting van een Jupiterzuil op de Capitolijnse heuvel in Rome. In Noordwest-Europa waren in de 1e eeuw na Chr. diverse types godenzuilen en -pijlers gangbaar. Bekend is de Godenpijler van Nijmegen, die echter niet tot de Jupiterzuilen wordt gerekend.
Een bijzonder exemplaar werd in 1904 ontdekt in Mainz. Niet alleen is dit een van de oudste (kort na 59 na Chr. opgericht), maar ook een van de grootste en meest versierde Jupiterzuilen. Van deze zuil zijn de namen van de beeldhouwers bekend: Samus en Severus. De dubbele sokkel bestaat in feite uit twee op elkaar gestapelde viergodenstenen en de schacht van de zuil is al even rijk gebeeldhouwd (wat bij de meeste zuilen niet het geval is). Het beeld van de staande Jupiter, waarvan slechts een klein deel bewaard is gebleven, was van brons. De zuil was behalve aan Jupiter ook aan keizer Nero gewijd.
De meeste Jupiterzuilen in Noordwest-Europa zijn in de loop van de 2e of begin 3e eeuw opgericht. Een van de eerste zuilen die in de moderne tijd in deze regio herontdekt werden, was de 13 m hoge en vrij gaaf bewaard gebleven Colonne de Merten, in 1878 opgegraven in het Franse Merten, vlak bij de Duits-Luxemburgse grens. Korte tijd daarna werd een daarop lijkende zuil ontdekt in Heddernheim, bij Frankfurt am Main. Deze vondsten vormden het begin van een omvangrijke literatuur over dit onderwerp. De zuil van Heddernheim (met een beeldengroep van Jupiter te paard, die over één of meer Giganten heen springt) werd al gauw in de Duitse literatuur aangeduid als Juppiter-Giganten-Säule, om deze variant te onderscheiden van de "gewone" Jupiterzuilen (met een tronende Jupiter). Ook de zuil van Merten behoorde tot die groep.
De kern van het verspreidingsgebied van het eerste type Jupiterzuil (met ruitergroep) ligt in het noordelijk deel van Germania Superior en het oostelijk deel van Gallia Belgica. Het kerngebied van het tweede type (met tronende Jupiter) lag in het gebied van de Ubiërs, in een straal van circa 50 km rondom Keulen. Mogelijk staat dit eenvoudiger vormgegeven type zuil (kleiner, vaak zonder viergodensteen, soms alleen frontaal versierd) dichter bij het Romeinse origineel. Opvallend zijn de vele vondsten uit Belgisch Luxemburg en de omgeving van Tongeren, met vrij grote zekerheid allemaal van het eerste type. In laatstgenoemde stad is een vrijwel gave ruitergroep aangetroffen. Uit Maastricht zijn diverse viergodenstenen en andere fragmenten van ten minste vier Jupiterzuilen bekend, vrijwel zeker allemaal van het Tongerse type met ruitergroep. De in meerdere opzichten afwijkende Jupiterpijler van Derlon is ook in dit opzicht anders en werd bekroond door een groot standbeeld van Jupiter. In Nederland zijn verder fragmenten van Jupiterzuilen gevonden in Heerlen, Grevenbicht, Kessel en Cuijk.

## Voorbeelden

### Frankrijk en Duitsland

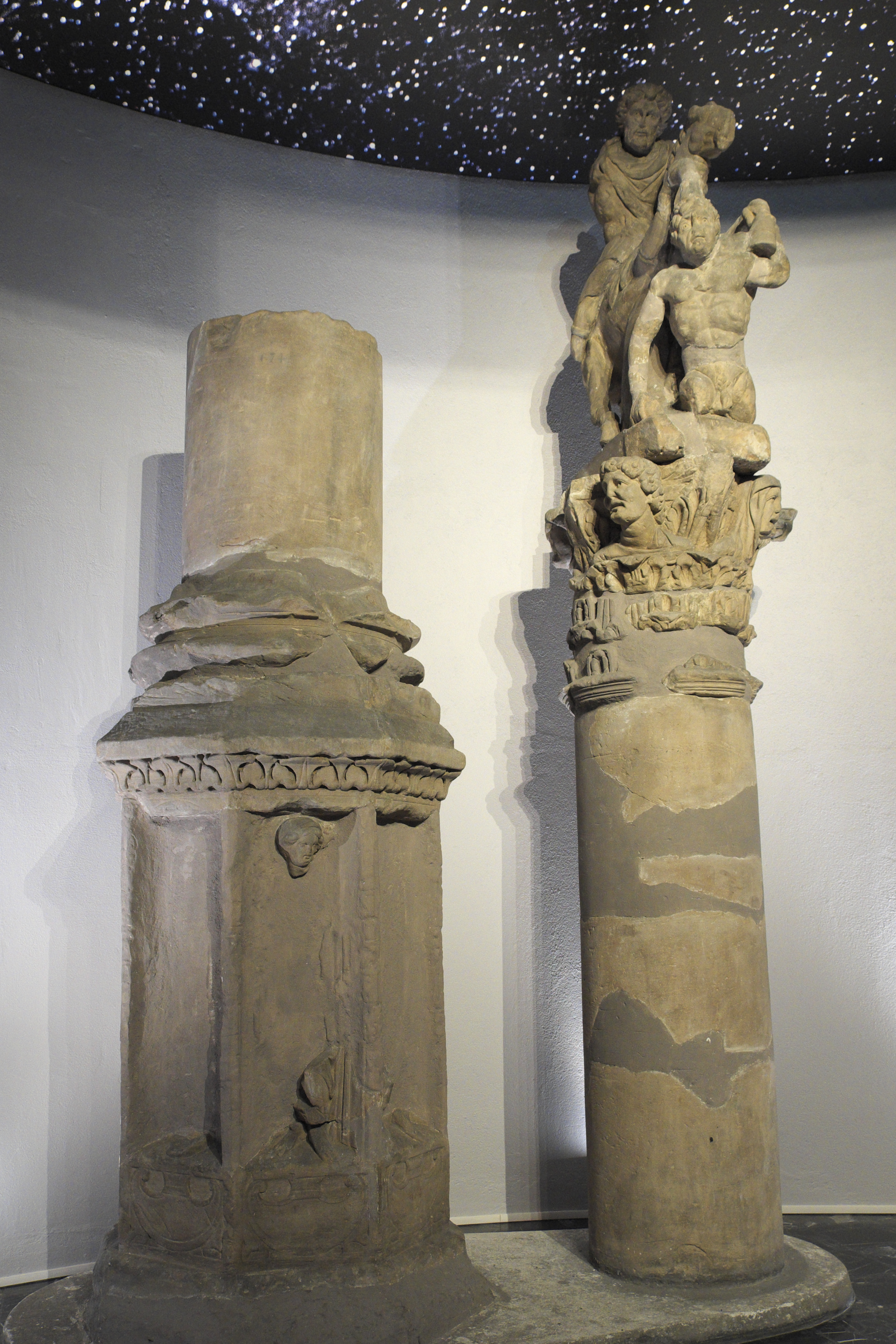
Colonne de Merten, Merten (Fr.)
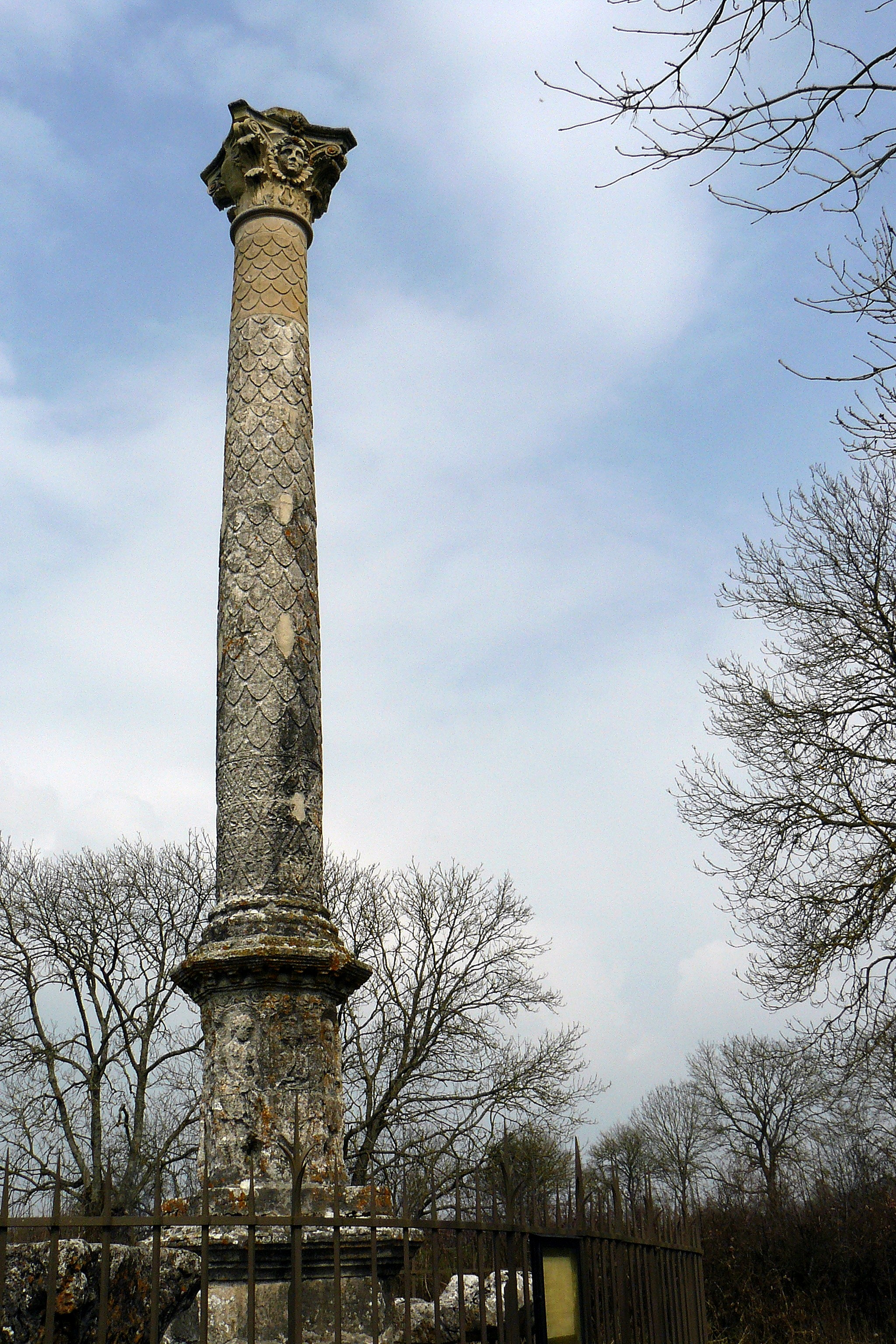
Zuil van Cussy-la-Colonne (Côte-d'Or, Fr.)
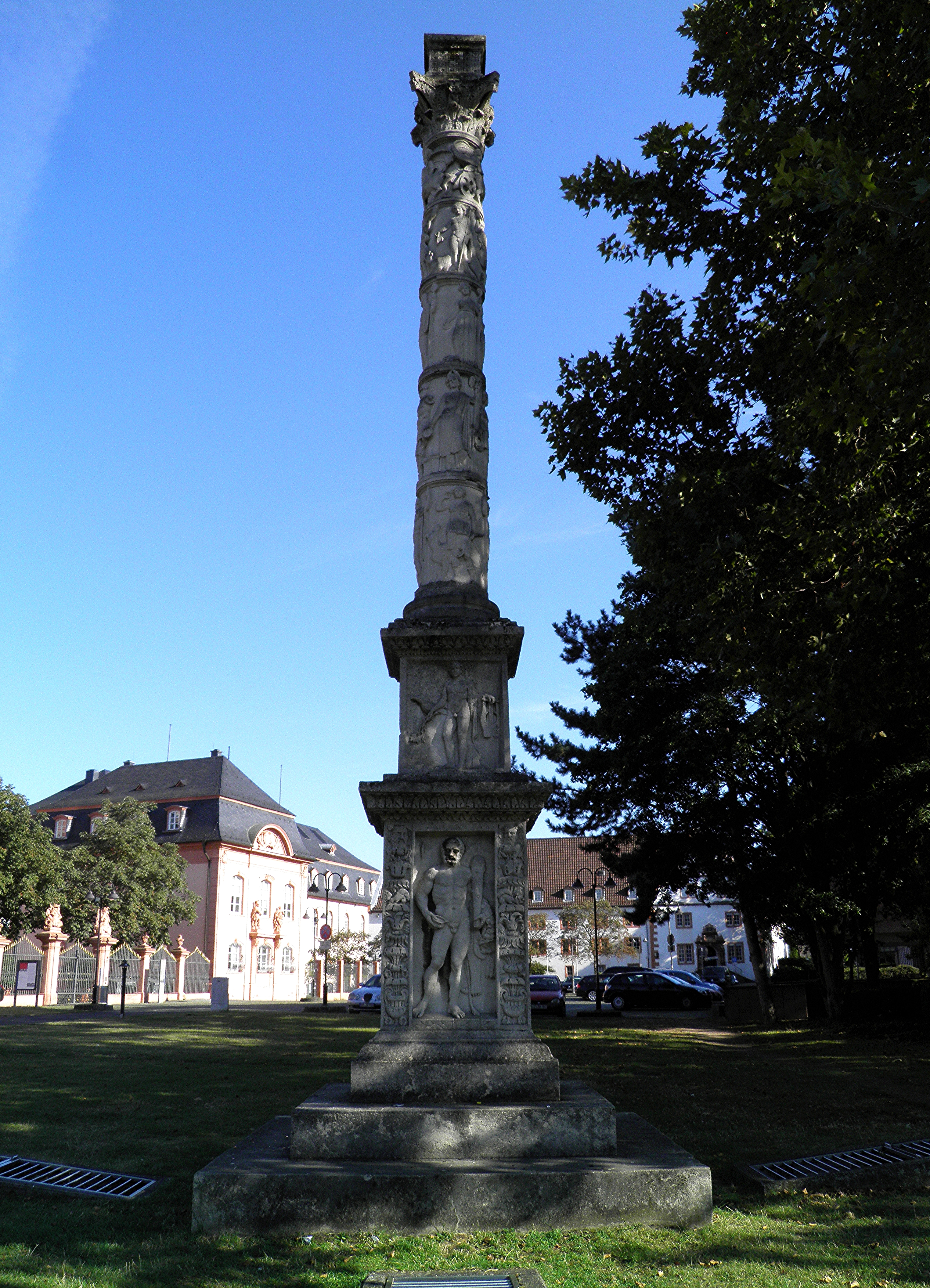
Grote Jupiterzuil van Mainz (reconstructie)
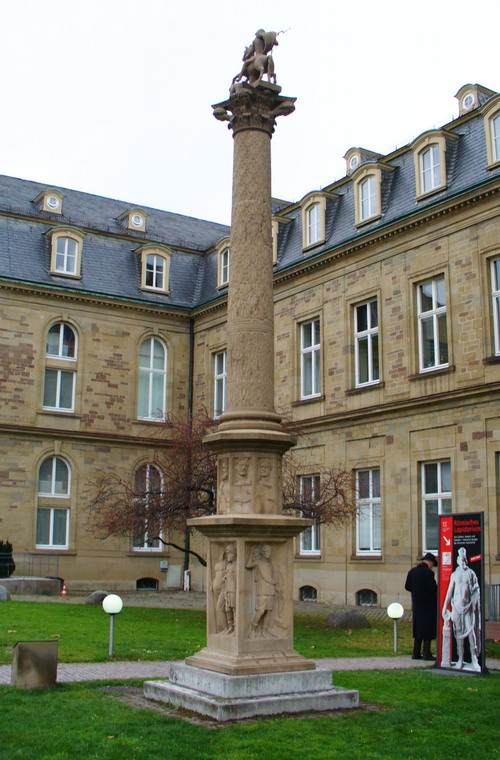
Jupiterzuil in Stuttgart (reconstructie)

### België, Luxemburg en Nederland

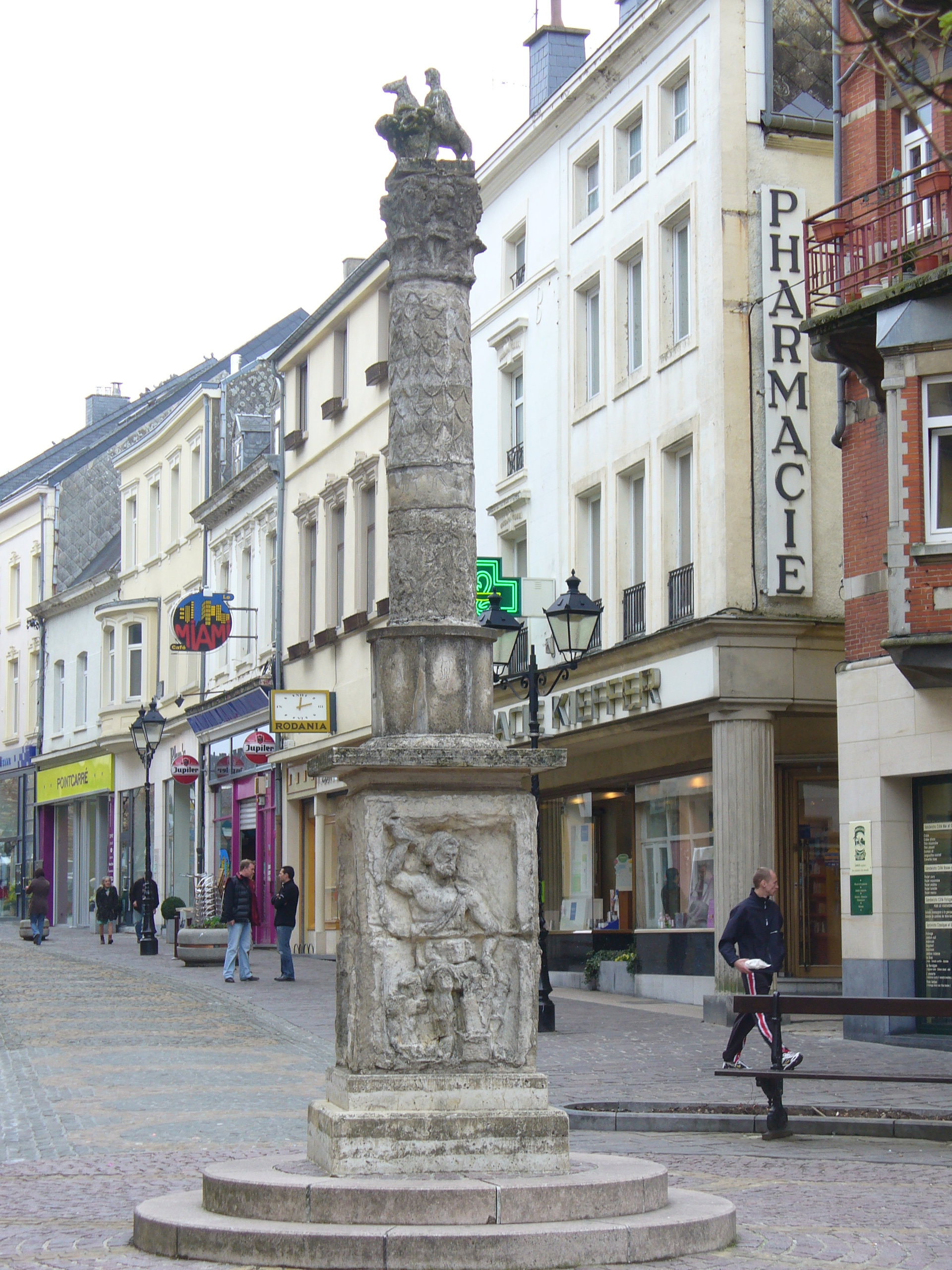
Jupiterzuil in Aarlen (reconstructie)
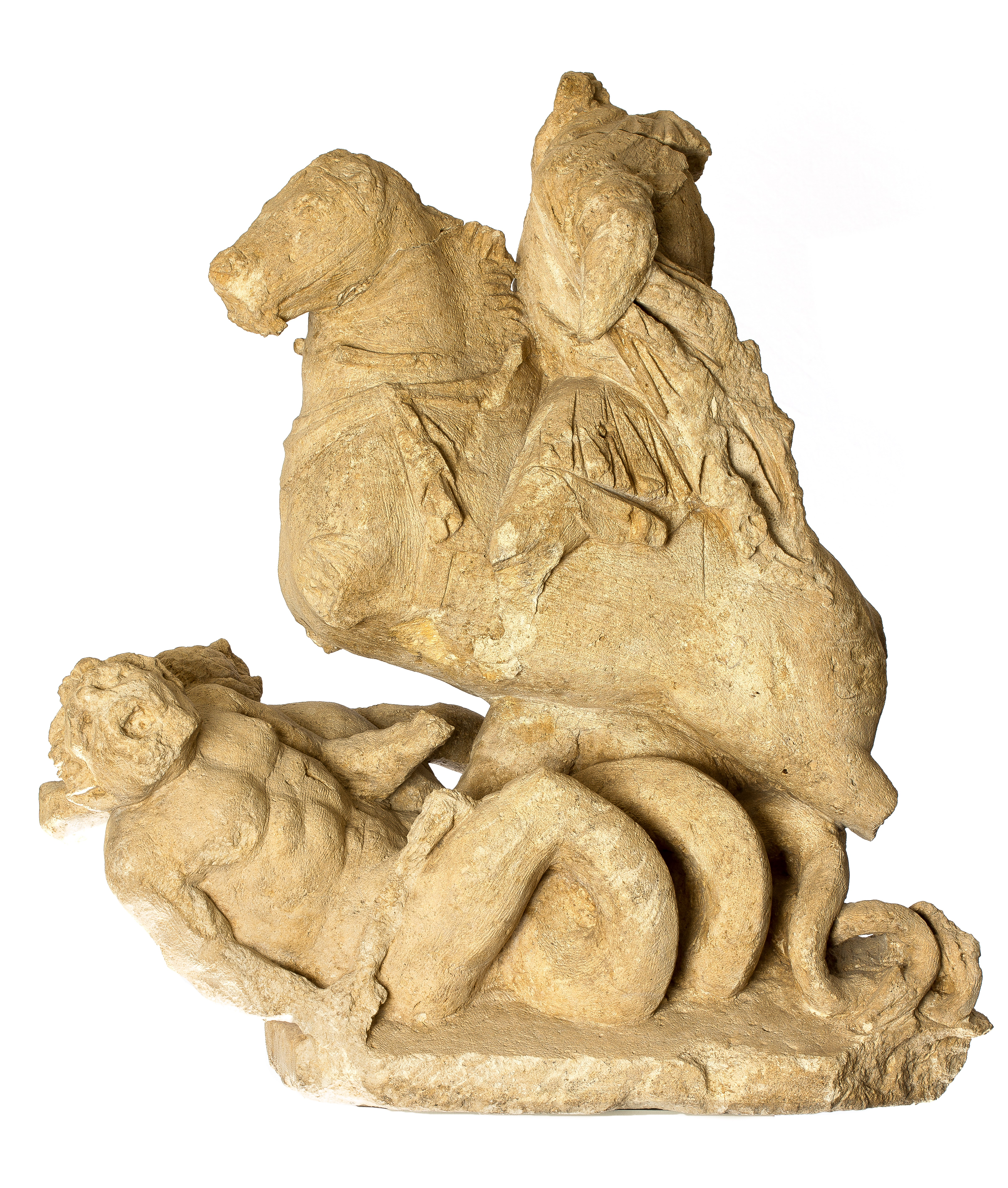
Jupitergigantenbeeld (fragment), 150-200 n.Chr., Gallo-Romeins Museum, Tongeren
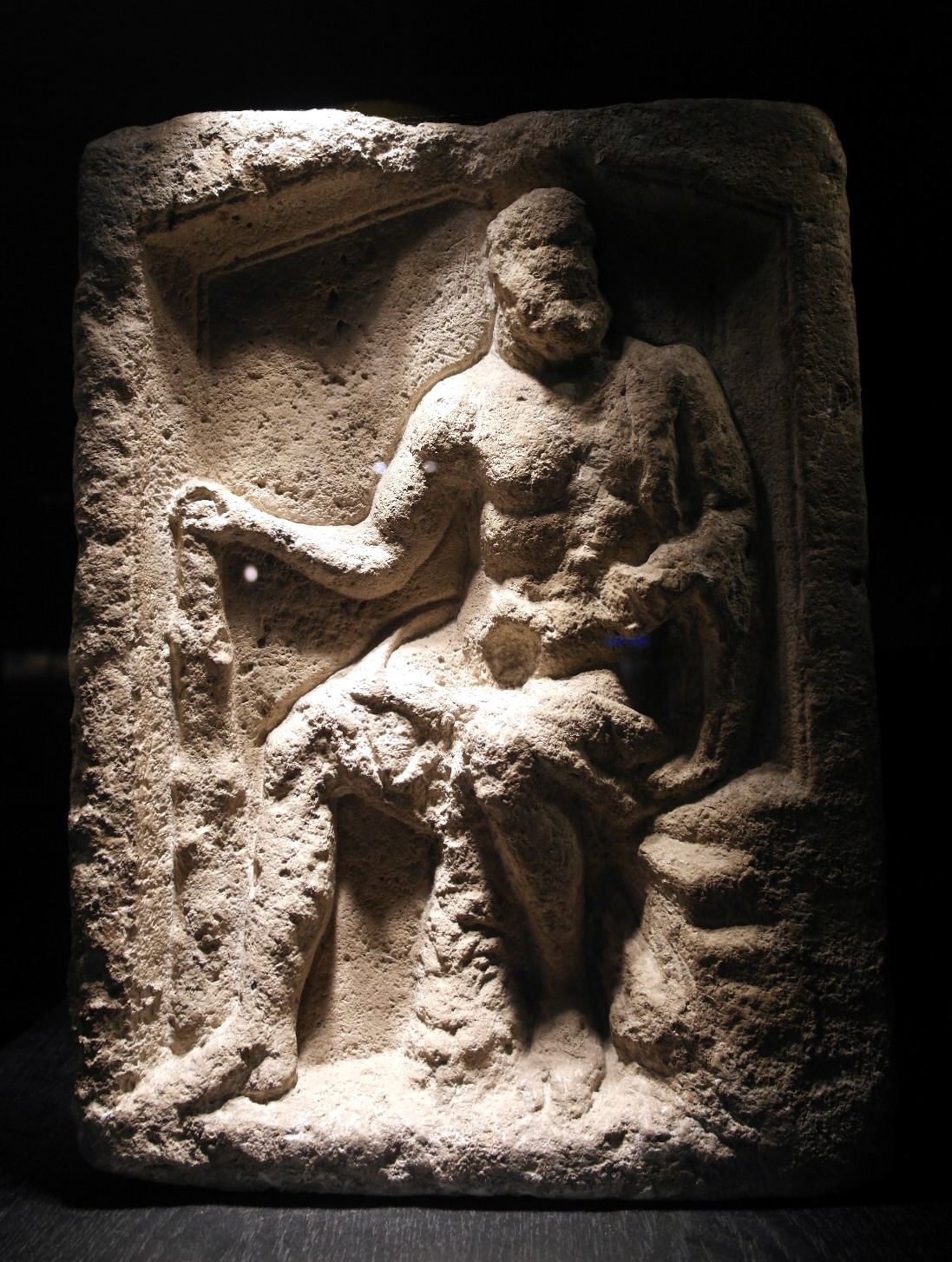
Viergodensteen (Hercules), 200-225 n.Chr., Centre Céramique, Maastricht
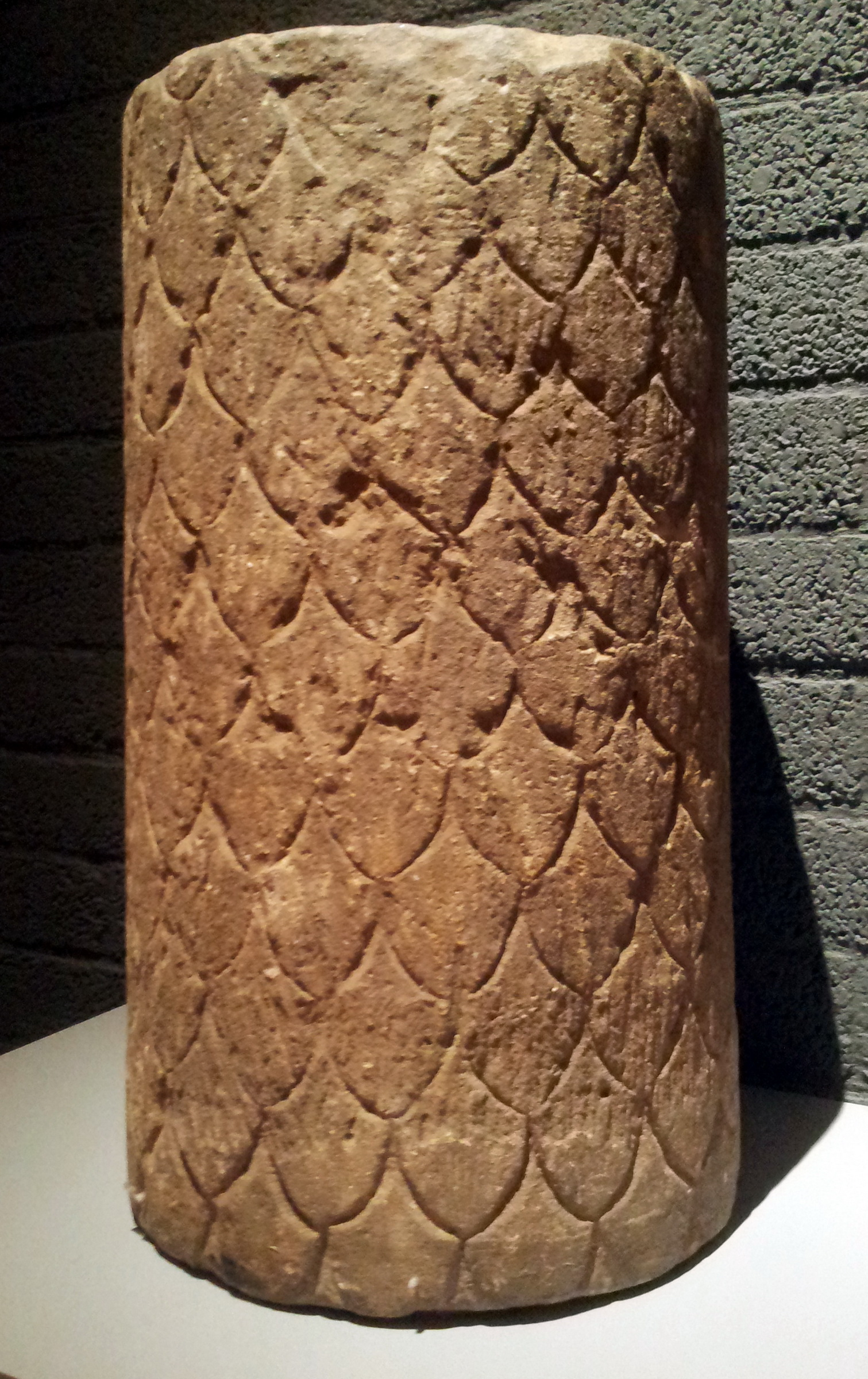
Deel van een geschubde zuilschacht, Thermenmuseum, Heerlen